# Tomtemaskinen (bok)
Tomtemaskinen är en bok av Sven Nordqvist i serien Pettson och Findus. Boken gavs ut 1994. Handlingen baserar sig på TV-serien Tomtemaskinen som SVT visade som julkalender 1993.

## Handling
Det närmar sig julen hos Pettson och Findus. Findus vill att tomten ska komma på julafton och Pettson lovar i ett svagt ögonblick att så kommer att ske. För att inte göra Findus besviken, bestämmer sig därför Pettson för att bygga en tomtemaskin.